# 宗徳寺 (京都市)
宗徳寺（そうとくじ）は、京都市下京区にある西山浄土宗の寺院。山号は福智山。本尊は阿弥陀如来。「粟嶋堂」の通称で知られる。

## 歴史
当寺は、応永年間（1394年 - 1427年）に行阿上人によって創建されたという。宝徳年間（1449年 - 1452年）には、南慶和尚によって紀伊国加太にある淡嶋神社から淡嶋大明神が勧請されたが、入洛しようとした際に当地あたりで急に御神体が重くなったので神意としてここに祀り、当寺の鎮守社・粟嶋社が建立されたという。
その後廃れたが、慶長7年（1602年）に繁空によって再興された。
粟嶋社は女性の守護神であるとされ、江戸時代には祭神の粟嶋大明神の霊験が広まると庶民や歴代の后妃の他、光格天皇や孝明天皇などの代参を受けたりし、篤い信仰を受けている。
明治時代になると神仏分離によって粟嶋社は粟嶋堂と改称されたが、現在でも粟嶋大明神を祀っている。
当寺は人形供養の寺としても知られる。

## 境内
- 本堂 - 本尊・阿弥陀如来を祀る。
- 庫裏
- 納骨堂
- 傍生の祠
- 粟嶋堂 - 粟嶋大明神を祀る。
- 弁財天社
- 庚申堂
- 咲分稲荷社
- 南門
- 人形舎
- 山門

## 前後の札所
通称寺の会（粟嶋堂）

## 住所
- 京都府京都市下京区岩上通塩小路上ル三軒替地町124

## 交通
- JR西日本・JR東海・近鉄京都線・京都市営地下鉄 京都駅より徒歩約10分